# Synthecium longithecum
Synthecium longithecum är en nässeldjursart som beskrevs av Totton 1930. Synthecium longithecum ingår i släktet Synthecium och familjen Syntheciidae. Inga underarter finns listade i Catalogue of Life.